# Чилингар, Джордж
Джордж Чилингар (Геворк Варосович Чилингарян, англ. George Chilingar (Tchillingarian, Chilingarian); 22 июля 1929, Тифлис — 9 марта 2023, Лос-Анджелес, Калифорния) — американский геолог-нефтяник, профессор гражданского и нефтяного машиностроения в Университете Южной Калифорнии. Основатель научных журналов по нефтяной и газовой промышленности, иностранный член РАН (1999) и многих организаций.

## Биография
Родился 22 июля 1929 года в городе Тифлис, Грузинская ССР, в армянской семье. Его отец приехал из Ирана учиться в СCСР, женился на русской девушке. Свободно говорит на 9 языках, русский для него родной с детства.
По возвращении в Иран, с отличием окончил среднюю школу в Тегеране.
Служил врачом при дворе шаха Мохаммеда Реза Пехлеви, который и посоветовал ему заняться нефтяной геологией и обещал высокий пост при дворе. В 1944 году его семья эмигрировала в Соединённые Штаты Америки..
В 1949 году получил степень бакалавра, затем магистра (1950) в Университете Южной Калифорнии — специальность геолог и инженер-нефтяник (нефтепромысловое дело).
В 1950—1954 годах преподавал на нефтяном факультете Университета Южной Калифорнии.
В 1954—1956 годах учился в лётной школе ВВС США. В 1956 году возглавил нефтехимическую лабораторию на военно-воздушной базе в штате Огайо. В армии сократил свою фамилию с Tchillingarian до Chilingarian затем Chilingar.
В 1956 году защитил в диссертацию по нефтяной геологии (в Университете Южной Калифорнии), получил звание профессора и вернулся на преподавательскую работу.
С 1956 по 1991 год возглавлял нефтяной факультет.
Внёс вклад в нефтяную промышленность Ирана — разработал методику выявления нефтеносных пород анализируя соотношение кальция и магния в пробах.
Сыграл ключевую роль в развитии оффшорных запасов нефти в Таиланде путём анализа газовых пузырьков в заливе Сиам.
В 2001 году Саудовской Аравии король Фахд признал его значительный вклад в успех компании «Сауди Арамко», а также в деле разработки и добычи запасов нефти по всему миру.
В 1967—1969 и 1978—1987 годах был старшим советником по нефтяному машиностроению в ООН.
В 1973 году был советником по энергетической политике губернатора Калифорнии Рональда Рейгана.
Вёл научные работы по темам:
- Экологические аспекты добычи нефти и газа.
- Петрофизические свойства горных пород и буровых растворов.
- Поверхностные операции по производству нефтепродуктов.
- Проседание пород из-за вывода жидкости, испытания и хранение нефтепродуктов.

Являлся противником концепции глобального потепления, считая, что за последнее тысячелетие температура на Земле снизилась на 2°С, а эффект потепления (наблюдаемый за последние 150 лет) — короткий эпизод в истории Земли.

## Награды и премии

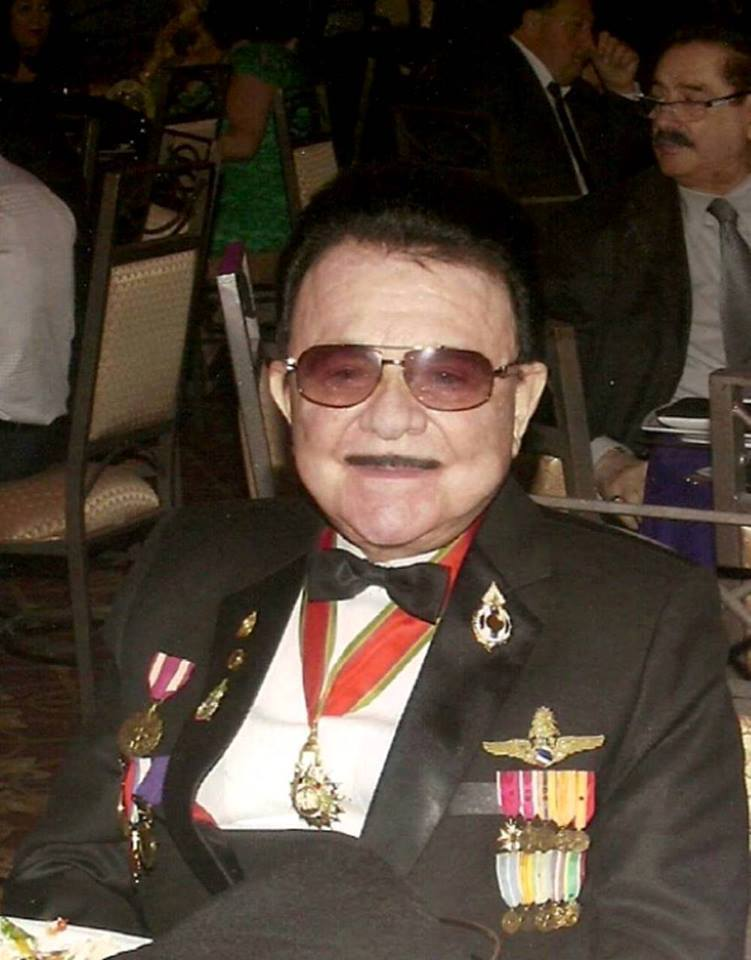
Фотография с наградами, 2015 год

- 1984 — премия за выдающиеся достижения в образовании — факультета нефтяного машиностроения (общество инженеров-нефтяников).
- 2000 — почетная медаль «Корона и Орёл» и «Кавалер искусств и наук» — РАЕН.
- Золотая медаль им. М. В. Ломоносова.
- Удостоен удостоен правительственных наград Ирана (1976), Китая (1980), Таиланда (1985), Сальвадора (1993), Саудовской Аравии (2001).

## Членство в организациях
- 1993 — Почётный доктор Всероссийского нефтяного научно-исследовательского геологоразведочного института.
- 1998 — Иностранный член НАН РА[7]
- 1999 — Иностранный член РАН, Отделение геологии, геофизики, геохимии и горных наук (геология нефти)[8].
- 2005 — Почётный профессор Государственного университета «Дубна».
- 2008 — Почётный профессор РГУ нефти и газа.
- Президент Американского отделения Российской Академии Естественных Наук (РАЕН).

## Память
- Чилингар (месторождение) — нефтяное месторождение в Иране, названо его именем.